# Ерёмина, Кристина Игоревна
Кристина Игоревна Ерёмина (3 сентября 1994) — российская женщина-борец вольного стиля, призёр чемпионатов России, мастер спорта России.

## Карьера
В августе 2014 года заняла 5 место на юниорском чемпионате мира в Загребе. В апреле 2015 года в Кемерово стала бронзовым призёром чемпионата России. В июне 2017 года на чемпионате России в Каспийске во второй завоевала бронзовую медаль.

## Спортивные результаты
- Чемпионат мира среди юниоров 2014 — 5;
- Чемпионат России по женской борьбе 2015 — ;
- Чемпионат России по женской борьбе 2017 — ;